# 김우현 (1991년)
김우현(한국 한자: 金祐賢, 1991년 9월 20일 ~ )은 대한민국의 전 축구 선수이며, 포지션은 수비수였다.